# Nationale Frauen-Fußball-Meisterschaft 2003
Die Nationale Frauen-Fußball-Meisterschaft 2003 war die 1. Austragung des Fußball-Pokalwettbewerbs für südkoreanische Vereinsmannschaften der Frauen.
Das Pokalturnier begann am 1. August 2003 und endete am 3. August 2003.  Die Spiele wurden in Yeongju, Yeongju-Stadion ausgetragen.

## Teilnehmende Mannschaften
Am Pokalturnier nahmen die beiden Mannschaften Seoul Daekyo Kangerous WFC und Incheon INI Steel WFC teil.

### Finale
Das Hinspiel wurde am 1. August 2003 und das Rückspiel am 3. August 2003 ausgetragen.
|                            | Ergebnis        |                            |
| -------------------------- | --------------- | -------------------------- |
| Seoul Daekyo Kangerous WFC | 1:0             | Incheon INI Steel WFC      |
| Incheon INI Steel WFC      | 1:0             | Seoul Daekyo Kangerous WFC |
| Seoul Daekyo Kangerous WFC | 1:1 (4:5 i. E.) | Incheon INI Steel WFC      |